# Saint-André-de-l’Épine
Saint-André-de-l’Épine település Franciaországban, Manche megyében. Lakosainak száma 553 fő (2022. január 1.). Saint-André-de-l’Épine Couvains, La Barre-de-Semilly, La Luzerne, Saint-Georges-d’Elle, Saint-Lô és Saint-Pierre-de-Semilly községekkel határos.

## Népesség
A település népessége az elmúlt években az alábbi módon változott:
| Lakosok száma | 307  | 451  | 433  | 487  | 562  | 560  | 548  | 544  | 548  | 553  |
|               | 1968 | 1982 | 1990 | 2006 | 2013 | 2015 | 2017 | 2019 | 2020 | 2022 |